# Metzgeria rigida
Metzgeria rigida là một loài Rêu trong họ Metzgeriaceae. Loài này được Lindb. mô tả khoa học đầu tiên năm 1878.